# Assemblea nazionale (Corea del Sud)

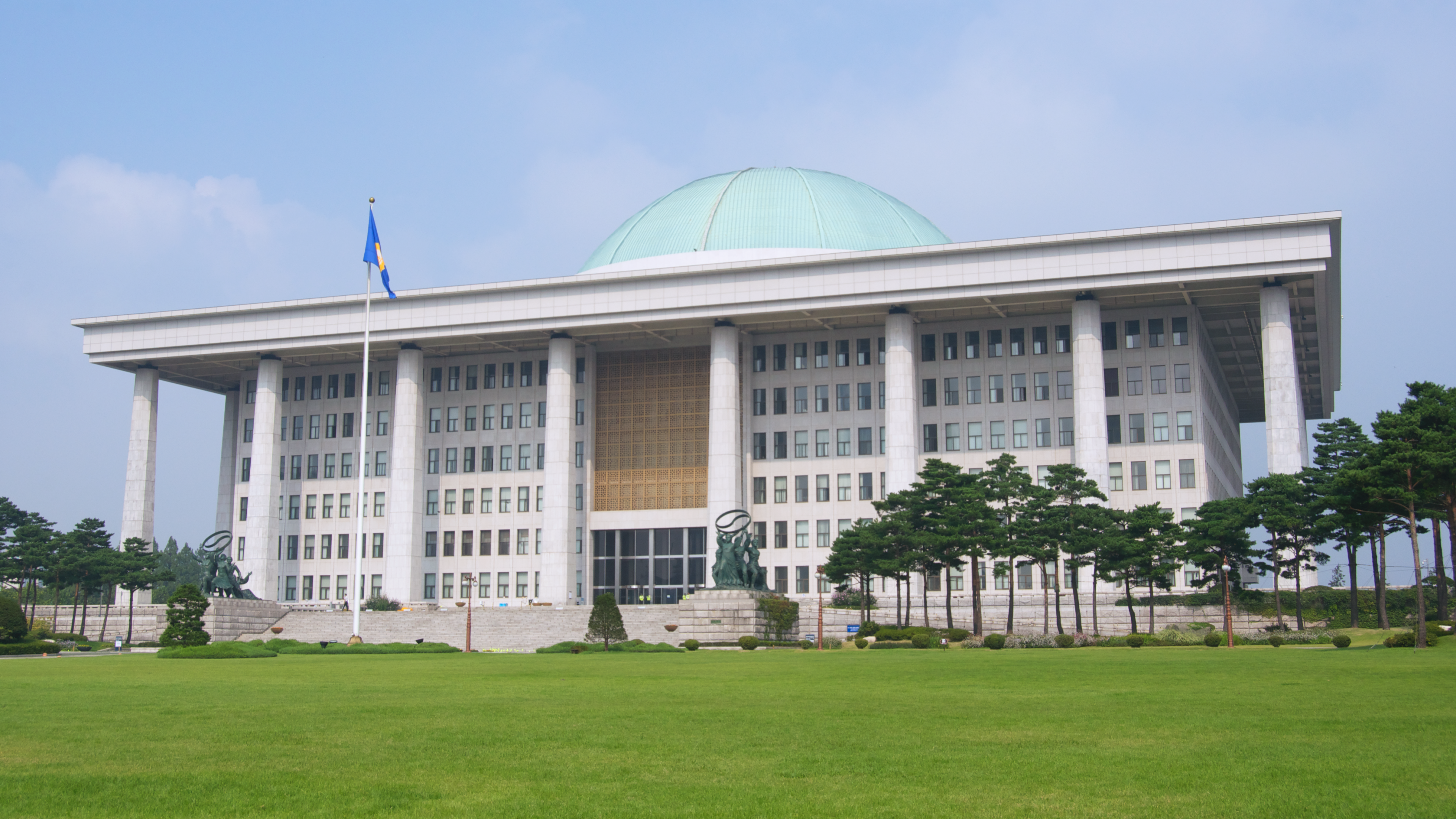
Palazzo dell'Assemblea Nazionale Coreana

Aula parlamentare

L’Assemblea nazionale (대한민국 국회?, Daehanminguk GukhoeLR), conosciuta anche con il nome di Gukhoe, è il parlamento monocamerale della Corea del Sud, composto da 300 seggi ed eletto per quattro anni.
A differenza delle più autoritarie Quarta Repubblica e Quinta Repubblica (rispettivamente 1972–80 e 1980–87), sotto la Sesta Repubblica, l'assemblea non può essere sciolta dal presidente (in linea con la forma di governo della repubblica presidenziale classica).

## Metodo di elezione
Ad ogni rinnovo, su 300 seggi, 253 sono eletti con un sistema uninominale secco e 47 con un sistema di rappresentanza proporzionale con soglia di sbarramento al 3%. Di questi 47, 30 sono assegnati con il sistema dei membri addizionali e 17 con il metodo del quoziente e dei più alti resti.

## Variabilità dei membri
L'assemblea unicamerale è composta da almeno 200 membri secondo la Costituzione della Corea del Sud, ma non è definito un numero fisso, tant’è che nel 1990 l'assemblea aveva 299 seggi. 
In seguito, tuttavia, sono intervenute delle leggi affinché il numero restasse pressoché stabile.

## Requisiti di eleggibilità
Per legge, i candidati all'elezione in assemblea devono avere almeno trent'anni di età. Nel 1987 è stato abolito il requisito degli almeno cinque anni di residenza continua nella nazione per permettere a Kim Dae-Jung, che aveva passato alcuni anni in esilio in Giappone e negli Stati Uniti, di tornare alla vita politica.

## Struttura e nomina
La costituzione prevede che l'assemblea sia presieduta da un Presidente e due Vicepresidenti, che hanno il compito di accelerare l'iter legislativo. Il Presidente e i Vicepresidenti sono eletti a scrutinio segreto dai membri dell'Assemblea e il loro mandato è limitato a due anni. Il Presidente è indipendente dall'affiliazione a un partito; inoltre, il Presidente e i Vicepresidenti possono non essere contemporaneamente ministri del governo.

### Gruppi di negoziazione
I partiti che detengono almeno 20 seggi in assemblea formano gruppi di negoziazione (Coreano: 교섭단체, Hanja: 交涉團體, LR: Gyoseop danche), che hanno maggiori diritti rispetto ai partiti minori, tra cui maggiori fondi nazionali e la partecipazione ai summit dei leader, durante i quali si decide il programma dell’Assemblea legislativa.

### Processo legislativo
Per introdurre una legge, il legislatore deve presentare l’iniziativa al Presidente con almeno 10 firme. La proposta di legge viene poi rivista da una commissione per correggerne il linguaggio. Infine, può essere approvata o rifiutata dall’Assemblea.

### Commissioni

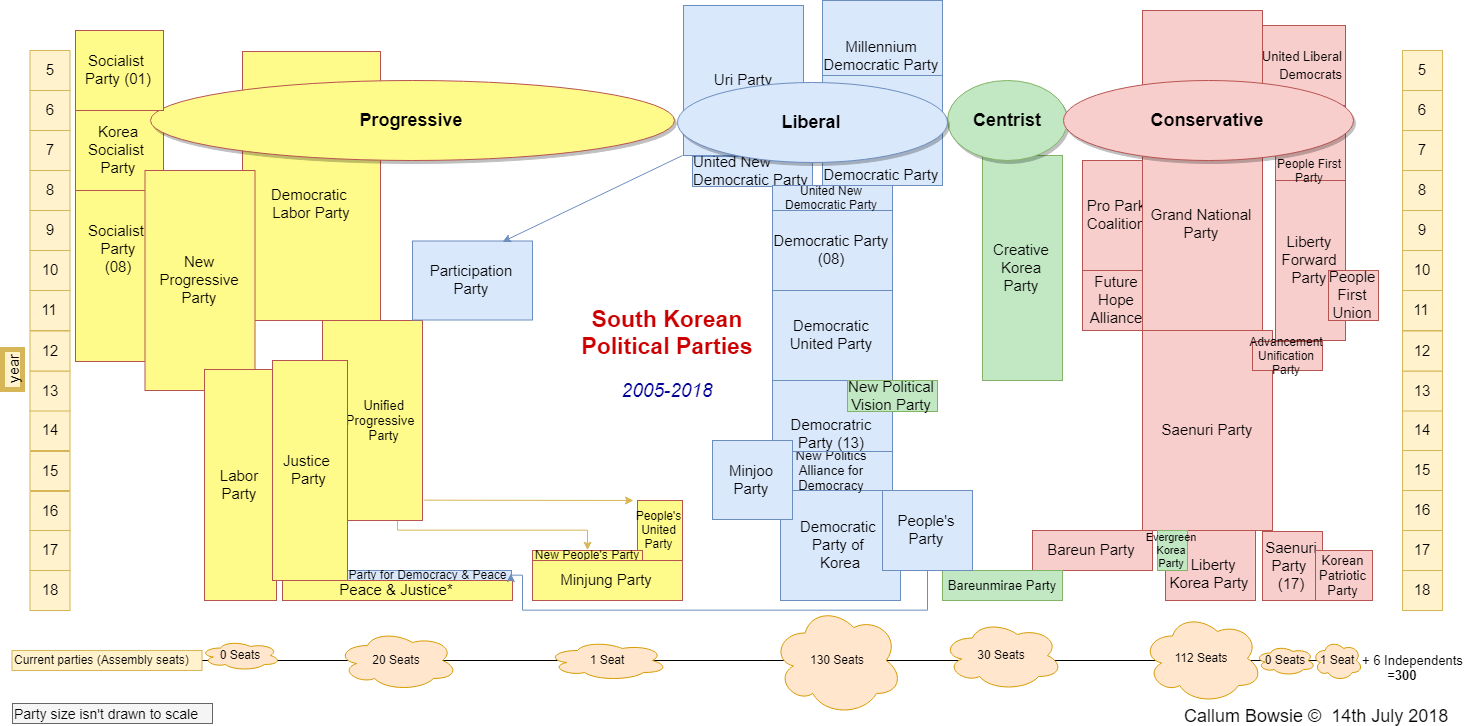
Il grafico traccia le origini dei sei principali partiti coreani del momento.

Ci sono 17 commissioni permanenti che esaminano progetti di legge e petizioni che rientrano nelle rispettive giurisdizioni e svolgono altri compiti come prescritto dalle leggi pertinenti.
- Commissione direttiva
- Commissione legislativa e giudiziaria
- Commissione per la policy nazionale
- Commissione per la strategia e la finanza
- Commissione per la scienza, l’ICT, la pianificazione futura, le comunicazioni e le telecomunicazioni
- Commissione per l’educazione
- Commissione per la cultura, lo sport ed il turismo
- Commissione per gli affari esteri e l’unificazione
- Commissione per la difesa nazionale
- Commissione per la sicurezza e la pubblica amministrazione
- Commissione per l’agricoltura, il cibo, gli affari rurali, gli oceani e l’industria ittica
- Commissione per il commercio, l’industria e l’energia
- Commissione per la salute e la previdenza
- Commissione per l’ambiente ed il lavoro
- Commissione per il territorio, le infrastrutture e i trasporti
- Commissione per l’intelligence
- Commissione per l’uguaglianza di genere e la famiglia

## “Violenza legislativa”
Dal 2004 al 2009, l’assemblea ha acquisito notorietà come luogo frequente come luogo di violenza tra i suoi membri, in merito a disaccordi di tipo politico. Tale fenomeno, definito comunemente come “violenza legislativa”, è inizialmente giunto all’attenzione mondiale durante una disputa sulle procedure di impeachment nei confronti del presidente del tempo Roh Moo-hyun, quando un aperto combattimento fisico ha avuto luogo nell’aula parlamentare. 
A partire da allora, le sessioni sono state spesso interrotte da conflagrazioni periodiche, attirando la curiosità mondiale ancora una volta nel 2009, quando i membri si sono picchiati tra loro a colpi di mazze ed estintori. 
Da allora l’Assemblea nazionale ha adottato misure preventive atte ad evitare altri casi di violenza legislativa.